# Klaus Wunder
Klaus Wunder (Erfurt, 13 settembre 1950 – Hemmingen, 16 gennaio 2024) è stato un calciatore tedesco, di ruolo attaccante.

## Carriera
Vinse con il Bayern Monaco la Coppa dei Campioni nel 1975.

## Palmarès

### Club

#### Competizioni internazionali
- Coppa dei Campioni: 1

Bayern Monaco: 1974-1975
- Coppa Piano Karl Rappan: 2

Duisburg: 1974
Werder Brema: 1979